# Víctor Valdés
Víctor Valdés i Arribas (sinh ngày 15 tháng 1 năm 1982 tại L'Hospitalet de Llobregat, Catalonia, Tây Ban Nha) là cựu cầu thủ bóng đá người Tây Ban Nha chơi ở vị trí thủ môn.

## Sự nghiệp
Víctor Valdés cùng đồng đội đã giành giải 3 U-18 Châu Âu và cũng bắt chính tại giải U-21.
Trước mùa giải 2002-03 anh chỉ được bắt một vài trận giao hữu trong màu áo câu lạc bộ FC Barcelona. Ngày 1 tháng 9 anh tổ chức lễ ăn mừng lần ra mắt đầu tiên của mình trong trận đấu với Atlético Madrid tại La Liga (2-2).
Dưới sự dẫn dắt của Frank Rijkaard anh đã chính thức trấn giữ vị trí số một trong khung thành câu lạc bộ. Valdes may mắn được chơi cho Barca trong giai đoạn thành công nhất  lịch sử đội bóng nếu xét trên khía cạnh những danh hiệu. Và cựu thủ môn người Tây Ban Nha đã kịp có trong tay 3 UEFA Champions League và 6 La Liga. Đáng buồn thay, trong những thành công đó, Valdes hiếm khi là cái tên được nhớ đến bởi ảnh hưởng quá lớn của những Messi, Xavi, Iniesta. Tuy nhiên, việc là thủ môn số 1 của Barca trong suốt giai đoạn 2002-2014 đã khẳng định tài năng của anh.
Vào ngày 9/1/2015, anh đã ký một bản hợp đồng có thời hạn 18 tháng với câu lạc bộ Manchester United, kèm điều khoản gia hạn thêm 1 năm khi hết hợp đồng.
Ngày 8/7/2016, anh chính thức ký hợp đồng với câu lạc bộ Middlesbrough, xếp thứ 2 ở giải hạng Nhất Anh - Premier Championship mùa 2015-16.
Sau mùa giải 2016–17 kết thúc, Victor Valdés chính thức giã từ sự nghiệp thi đấu quốc tế sau 25 năm thi đấu chuyên nghiệp.

## Thống kê sự nghiệp

### Câu lạc bộ
Tính đến ngày 31 tháng 5 năm 2017.
| Câu lạc bộ            | Mùa giải       | Giải đấu | Giải đấu | Cúp quốc gia | Cúp quốc gia | Cúp liên đoàn | Cúp liên đoàn | châu Âu | châu Âu | Khác | Khác | Tổng cộng | Tổng cộng |
| Câu lạc bộ            | Mùa giải       | Trận     | Bàn      | Trận         | Bàn          | Trận          | Bàn           | Trận    | Bàn     | Trận | Bàn  | Trận      | Bàn       |
| --------------------- | -------------- | -------- | -------- | ------------ | ------------ | ------------- | ------------- | ------- | ------- | ---- | ---- | --------- | --------- |
| Barcelona B           | 2000-01        | 14       | 0        | —            | —            | —             | —             | —       | —       | —    | —    | 14        | 0         |
| Barcelona B           | 2001–02        | 43       | 0        | —            | —            | —             | —             | —       | —       | —    | —    | 43        | 0         |
| Barcelona B           | 2002-03        | 20       | 0        | —            | —            | —             | —             | —       | —       | —    | —    | 20        | 0         |
| Barcelona B           | Tổng cộng      | 77       | 0        | —            | —            | —             | —             | —       | —       | —    | —    | 77        | 0         |
| Barcelona             | 2002-03        | 14       | 0        | 0            | 0            | —             | —             | 6       | 0       | —    | —    | 20        | 0         |
| Barcelona             | 2003-04        | 33       | 0        | 6            | 0            | —             | —             | 5       | 0       | —    | —    | 44        | 0         |
| Barcelona             | 2004-05        | 35       | 0        | 0            | 0            | —             | —             | 8       | 0       | —    | —    | 43        | 0         |
| Barcelona             | 2005-06        | 35       | 0        | 0            | 0            | —             | —             | 12      | 0       | 2    | 0    | 49        | 0         |
| Barcelona             | 2006-07        | 38       | 0        | 0            | 0            | —             | —             | 8       | 0       | 4    | 0    | 50        | 0         |
| Barcelona             | 2007-08        | 35       | 0        | 6            | 0            | —             | —             | 11      | 0       | —    | —    | 52        | 0         |
| Barcelona             | 2008-09        | 35       | 0        | 0            | 0            | —             | —             | 14      | 0       | —    | —    | 49        | 0         |
| Barcelona             | 2009-10        | 38       | 0        | 0            | 0            | —             | —             | 12      | 0       | 5    | 0    | 55        | 0         |
| Barcelona             | 2010-11        | 32       | 0        | 0            | 0            | —             | —             | 11      | 0       | 1    | 0    | 44        | 0         |
| Barcelona             | 2011–12        | 35       | 0        | 0            | 0            | —             | —             | 11      | 0       | 5    | 0    | 51        | 0         |
| Barcelona             | 2012–13        | 31       | 0        | 0            | 0            | —             | —             | 11      | 0       | 2    | 0    | 44        | 0         |
| Barcelona             | 2013–14        | 26       | 0        | 0            | 0            | —             | —             | 6       | 0       | 2    | 0    | 34        | 0         |
| Barcelona             | Tổng cộng      | 387      | 0        | 12           | 0            | —             | —             | 115     | 0       | 21   | 0    | 535       | 0         |
| Manchester United     | 2014–15        | 2        | 0        | 0            | 0            | —             | —             | —       | —       | —    | —    | 2         | 0         |
| Manchester United     | 2015–16        | 0        | 0        | 0            | 0            | —             | —             | —       | —       | —    | —    | 0         | 0         |
| Manchester United     | Tổng cộng      | 2        | 0        | 0            | 0            | 0             | 0             | 0       | 0       | —    | —    | 2         | 0         |
| Standard Liège (mượn) | 2015–16        | 5        | 0        | 2            | 0            | —             | —             | —       | —       | 1    | 0    | 8         | 0         |
| Standard Liège (mượn) | Tổng cộng      | 5        | 0        | 2            | 0            | —             | —             | —       | —       | 1    | 0    | 8         | 0         |
| Middlesbrough         | 2016–17        | 28       | 0        | 0            | 0            | 0             | 0             | —       | —       | 0    | 0    | 28        | 0         |
| Middlesbrough         | Tổng cộng      | 28       | 0        | 0            | 0            | 0             | 0             | —       | —       | 0    | 0    | 28        | 0         |
| Tổng Sự nghiệp        | Tổng Sự nghiệp | 499      | 0        | 13           | 0            | 0             | 0             | 115     | 0       | 22   | 0    | 650       | 0         |

### Đội tuyển quốc gia
| Tây Ban Nha | Tây Ban Nha | Tây Ban Nha |
| Năm         | Trận        | Bàn         |
| ----------- | ----------- | ----------- |
| 2010        | 3           | 0           |
| 2011        | 4           | 0           |
| 2012        | 3           | 0           |
| 2013        | 9           | 0           |
| 2014        | 1           | 0           |
| Tổng cộng   | 20          | 0           |

## Danh hiệu

### Barcelona
- La Liga (6): 2004–05, 2005–06, 2008–09, 2009–10, 2010–11, 2012–13
- Cúp Nhà vua Tây Ban Nha (2): 2008–09, 2011–12
- Siêu cúp Tây Ban Nha (4): 2005, 2006, 2009, 2010, 2011, 2013
- UEFA Champions League (3: 2005–06, 2008–09, 2010–11
- Siêu cúp châu Âu (1): 2009, 2011
- Giải vô địch bóng đá thế giới các câu lạc bộ (1): 2009, 2011

### Standard Liège
- Cup Quốc gia Bỉ:  2015–16

### Tây Ban Nha
- World Cup (1): 2010
- EURO: 2012

### Cá nhân
- Cúp Zamora (5): 2004–05, 2008–09, 2009–10, 2010-11, 2011-12
- Thủ môn xuất sắc La Liga: 2009–10, 2010–11